# 파스텔걸스
파스텔걸스(Pastel Girls)는 2018년 싱글 앨범 [알쏭달쏭]으로 데뷔한 대한민국의 트로트 걸그룹이다.

## 방송
- 전국노래자랑 (2018) - 연말결선 대상
- 내일은 미스트롯 2 (2020) - Top34(32위)

## 수상
- 전국노래자랑 연말결선 대상 (2018)

## 경력
- 곡성군 홍보대사 (2021)
- 인천광역시 교육청 홍보대사 (2021)